# Nova Obogyivka
Nova Obogyivka (ukránul: Нова Ободівка), régi lengyel nevén Obodówka falu Ukrajna Vinnicjai területének Trosztyaneci járásában. Lakossága a 2001-es népszámlálás idején 2983 fő volt. A Podóliai-hátság déli szélén, a Déli-Bug egyik mellékfolyója, a Berladinka folyó bal oldalán terül el. Önkormányzatához, a Nova Obogyivka-i községi tanácshoz tartozik a szomszédos Mala Sztratyijivka falu is.

## Története
A település a 16. században már létezett, kezdetben Badovka (Bagyivka) néven. A falut a Berladinka folyó két részre osztotta. A terület a század elején a Litván Nagyfejedelemséghez tartozott, majd a 16. század közepén Lengyelországhoz került. A falu az Obodówski család birtokában volt, akik a települést Obodówka (ukránul: Obogyivka) nére keresztelték át 1569-ben. A fennmaradt források szerint Obodówka a 17. században már jelentős település (kisváros) volt és a Bracławi vajdasághoz tartozott.
A település 1654-ben orosz fennhatóság alá került. 1718-ban Józef Potocki kijevi vajda tulajdonába került, aki a környéket több falut is vásárolt. A falu 1786-ban ismét gazdát cserélt, az új tulajdonos Stanisław Potocki lett. Ő azonban egy év múlva továbbadta a birtokát a Sabański családnak, akik öt generáción keresztül birtokolták a települést. A Sabańskiak 1916-ban elhagyták a falut és Párizsba távoztak. Az első világháború, illetve a polgárháborús időszak után a terület a szovjet hatalom fennhatósága alá került. Obodówkának a Berladinka folyó bal partján lévő része ekkor lett önálló és nevezték át Nova Obogyivka (oroszul: Novaja Ododovka) névre.

## Külső hivatkozások
- Nova Obogyivka az Ukrán Legfelsőbb Tanács közigazgatási adatbázisában (ukránul)[halott link]